# Jiang hu er nü
Ash Is Purest White (en xinès, 江湖儿女; en pinyin, Jiang hu er nü lit., Fills i filles de Jianghu) és una pel·lícula xinesa de drama 2018 dirigit per Jia Zhangke. Va ser seleccionada per a competir per la Palma d'Or en el 71è Festival Internacional de Cinema de Canes de 2018.
La història es basa lliurement en el líder d'una colla de la infància de Jia Zhangke, a qui havia admirat com a model a seguir.

## Argument
En 2001, Qiao (Zhao Tao) i el seu nuvi Bin (Liao Fan), un cap de la màfia, tenen molt poder en Datong, una antiga ciutat minera que s'ha empobrit des que van baixar els preus del carbó. Després que el cap de Bin és assassinat, Qiao suggereix que fugin de tot i es casin, però Bin no està interessat. Una nit, un grup de motociclistes ataquen Bin i el seu conductor, pretenent destronar-lo. Qiao agafa la pistola de Bin i dispara dos trets d'advertiment a l'aire, espantant als atacants.
La policia li diu a Qiao que l'arma és de propietat il·legal i li pregunta de qui és; ella afirma repetidament que és d'ella. Passa cinc anys a la presó per posseir una arma de foc il·legal, però Bin no la visita durant aquest temps. Després que Qiao és alliberat, ella intenta cridar-lo, però sembla que mai aconsegueix posar-se en contacte. Ella viatja amb vaixell a la ciutat de Hubei, província on viu Bin, però, en canvi, és rebut per la nova núvia de Bin; mentrestant, Bin s'amaga en una altra habitació. Qiao diu que si vol trencar amb ella, haurà de dir-li-ho ell mateix. Gairebé no té diners al seu nom, per la qual cosa estafa a alguns estranys per diners i menjar. Contracta a un conductor de motocicleta perquè la porti a la planta d'energia on creu que Bin treballa, i en el camí el conductor suggereix que tinguin relacions sexuals. Aprofita aquesta oportunitat per a robar-li la bicicleta, i quan arriba a la planta d'energia l'informa un oficial de policia que el conductor va intentar violar-la i que hauria de cridar al seu nuvi Bin. Això finalment obliga a Bin a veure-la.
En una habitació d'hotel, Bin diu que és un home canviat, que ja no és un gàngster "jianghu" i que ja no té lloc en la seva vida per Qiao. Mai podrà tornar a Datong perquè ha perdut tot el respecte que alguna vegada va tenir allí. Qiao diu que ella li va salvar la vida i va assumir la culpa per ell: hauria d'haver-la estat esperant el dia que va sortir de la presó. Com ell es nega a dir-ho, ella finalment diu que la seva relació ha acabat i ell se’n va. En un tren de retorn a Datong, coneix a un passatger que afirma estar desenvolupant una empresa de turisme de caça d'ovnis i la convida a unir-se a ell després que ella afirma haver vist una. Però després que es transfereixen a un altre tren, admet que tot va ser una mentida. Baixa del tren, veu un objecte brillant volar ràpidament sobre el seu cap i torna a Datong.
Anys després, en 2017, Qiao rep una trucada de Bin i, quan se'l troba, el troba en cadira de rodes. Ella el porta de retorn al seu antic saló de joc on ara treballa i molts dels seus vells amics estan feliços de veure’l. Està tancat i de mal geni, immediatament comença baralles, i Qiao gairebé el tira. Ell li diu que va tenir un vessament cerebral per beure massa i ella busca un metge per a ajudar-lo a rehabilitar-lo. Quan pot caminar de nou, s'escapa de l'edifici de Qiao amb només un breu missatge de veu per a dir que se n'ha anat. Qiao va a la porta principal quan s'assabenta que se n'ha anat, però no pot veure’l.

## Repartiment
- Zhao Tao com Zhao Qiao
- Liao Fan com Guo Bin
- Feng Xiaogang
- Xu Zheng
- Zhang Yibai

## Recaptació
Ash Is Purest White va recaptar $422,814 als Estats Units i el Canadà, $11.6 milions en altres territoris, per a un total mundial de $12 milions de dòlars.

## Recepció de la crítica
En el agregador de ressenyes Rotten Tomatoes, la pel·lícula té una qualificació d'aprovació del 99% basada en 154 ressenyes, amb una qualificació mitjana de 8.1 sobre 10. El consens crític del lloc web diu: «Ash Is Purest White troba a l'escriptor i director Jia Zhangke revisant temes familiars mentre continua observant la societat xinesa moderna amb un ull empàtic i urgent». A Metacritic, la pel·lícula té un puntaje mitjana ponderada de 85 sobre 100, basat en 34 crítiques, la qual cosa indica "aclamació universal". AA Dowd de The A.V. Club li va donar a la pel·lícula una B+. S'ha destacat el tema de l'autosacrifici en lloc de la venjança, en el context del desenvolupament de la Xina. Barack Obama va incloure la pel·lícula en la seva llista de favorites de cap d'any de 2019.

## Premis i nominacions
| Any  | Premi                                                         | Categoria                                      | Receptor            | Resultat  |
| ---- | ------------------------------------------------------------- | ---------------------------------------------- | ------------------- | --------- |
| 2018 | Festival de Cinema d'Adana                                    | Millor Pel·lícula                              | Ash Is Purest White | Nominat   |
| 2018 | Asia Pacific Screen Awards                                    | Millor actuació d'una actriu                   | Zhao Tao            | Guanyador |
| 2018 | Asian Film Festival Barcelona                                 | Millor Pel·lícula                              | Ash Is Purest White | Guanyador |
| 2018 | 71è Festival Internacional de Cinema de Canes                 | Palma d'Or                                     | Ash Is Purest White | Nominat   |
| 2018 | Festival Internacional de Cinema de Chicago                   | Millor actriu                                  | Zhao Tao            | Guanyador |
| 2018 | Festival Internacional de Cinema de Chicago                   | Millor Director                                | Jia Zhangke         | Guanyador |
| 2018 | Festival Internacional de Cinema de Chicago                   | Millor Película                                | Ash Is Purest White | Nominat   |
| 2018 | Festival Internacional de Cinema de Denver                    | Premi Krzysztof Kieslowski (Menció Honorífica) | Jia Zhangke         | Guanyador |
| 2018 | Festival Internacional de Cinema de Denver                    | Millor llargmetratge                           | Ash Is Purest White | Nominat   |
| 2018 | Ghent International Film Festival                             | Millor Película                                | Ash Is Purest White | Nominat   |
| 2018 | Golden Horse Film Festival                                    | Millor actriu principal                        | Zhao Tao            | Nominat   |
| 2018 | International Cinematographers' Film Festival Manaki Brothers | Càmera 300 de Plata                            | Eric Gautier        | Guanyador |
| 2018 | International Cinematographers' Film Festival Manaki Brothers | Càmera 300 d'Or                                | Eric Gautier        | Nominat   |
| 2018 | International Cinephile Society Cannes Awards                 | Premi del Jurat                                | Jia Zhangke         | Guanyador |
| 2018 | International Cinephile Society Cannes Awards                 | Millor actriu                                  | Zhao Tao            | Guanyador |
| 2018 | Festival de Cinema de Jerusalem                               | Millor pel·lícula Internacional                | Ash Is Purest White | Nominat   |
| 2018 | Festival Internacional de Cinema de Minsk "Listapad"          | Millor Director                                | Jia Zhangke         | Guanyador |
| 2018 | Festival Internacional de Cinema de Minsk "Listapad"          | Millor actriu                                  | Zhao Tao            | Guanyador |
| 2018 | Festival Internacional de Cinema de Minsk "Listapad"          | Millor pel·lícula                              | Ash Is Purest White | Nominat   |
| 2018 | Festival de Cinema de Múnic                                   | Millor pel·lícula Internacional                | Ash Is Purest White | Nominat   |
| 2018 | New Era Film Festival                                         | Millor pel·lícula                              | Ash Is Purest White | Guanyador |
| 2018 | New Era Film Festival                                         | Millor actriu                                  | Zhao Tao            | Nominat   |
| 2018 | Oslo Films From the South Festival                            | Millor llargmetratge                           | Ash Is Purest White | Nominat   |
| 2018 | Festival Internacional de Cinema de Sant Sebastià             | Premi de l’Audiència Ciutat de Donostia        | Ash Is Purest White | Nominat   |
| 2019 | Asian Film Awards                                             | Millor Guió                                    | Jia Zhangke         | Guanyador |
| 2019 | Asian Film Awards                                             | Millor actriu                                  | Zhao Tao            | Nominat   |
| 2019 | Asian Film Critics Association Awards                         | Millor actriu                                  | Zhao Tao            | Guanyador |
| 2019 | Asian Film Critics Association Awards                         | Millor pel·lícula                              | Ash Is Purest White | Nominat   |
| 2019 | Asian Film Critics Association Awards                         | Millor Director                                | Jia Zhangke         | Nominat   |
| 2019 | Asian Film Critics Association Awards                         | Millor Actor                                   | Liao Fan            | Nominat   |
| 2019 | Asian Film Critics Association Awards                         | Millor Guió                                    | Jia Zhangke         | Nominat   |
| 2019 | Beijing Student Film Festival                                 | Millor Actor                                   | Liao Fan            | Nominat   |
| 2019 | Beijing Student Film Festival                                 | Millor Director                                | Jia Zhangke         | Nominat   |
| 2019 | Beijing Student Film Festival                                 | Millor pel·lícula                              | Ash Is Purest White | Nominat   |
| 2019 | Beijing Student Film Festival                                 | Gran Premi del Jurat                           | Jia Zhangke         | Nominat   |
| 2019 | Premis British Independent Film                               | Millor pel·lícula Independent Internacional    | Ash Is Purest White | Nominat   |
| 2019 | China Film Director's Guild Awards                            | Millor Director                                | Jia Zhangke         | Guanyador |
| 2019 | China Film Director's Guild Awards                            | Millor Actor                                   | Liao Fan            | Nominat   |
| 2019 | China Film Director's Guild Awards                            | Millor actriu                                  | Zhao Tao            | Nominat   |
| 2019 | China Film Director's Guild Awards                            | Millor pel·lícula                              | Ash Is Purest White | Nominat   |
| 2019 | China Film Director's Guild Awards                            | Millor Guió                                    | Jia Zhangke         | Nominat   |
| 2019 | Chinese Film Media Awards                                     | Millor Actor                                   | Liao Fan            | Nominat   |
| 2019 | Chinese Film Media Awards                                     | Millor actriu                                  | Zhao Tao            | Nominat   |
| 2019 | Dublin Film Critics Circle Awards                             | Millor pel·lícula                              | Ash Is Purest White | Nominat   |
| 2019 | Festival Internacional de Cinema de Dublín                    | Premi Especial del Jurat                       | Jia Zhangke         | Guanyador |
| 2019 | Guangzhou Student Film Festival                               | Guió Favorit                                   | Jia Zhangke         | Nominat   |
| 2019 | Guangzhou Student Film Festival                               | Pel·lícula Romàntica Favorita                  | Ash Is Purest White | Nominat   |
| 2019 | Hong Kong Film Awards                                         | Millor pel·lícula en xinès de les dues costes  | Ash Is Purest White | Nominat   |
| 2019 | Premis Huading                                                | Millor actriu                                  | Zhao Tao            | Nominat   |
| 2019 | Premis Huading                                                | Millor Director                                | Jia Zhangke         | Nominat   |
| 2019 | Indiewire Critics' Poll                                       | Millor pel·lícula en Idioma Estranger          | Ash Is Purest White | Nominat   |
| 2019 | Indiewire Critics' Poll                                       | Millor actriu Principal                        | Zhao Tao            | Nominat   |
| 2019 | International Cinephile Society Awards                        | Millor actriu                                  | Zhao Tao            | Nominat   |
| 2019 | International Cinephile Society Awards                        | Millor pel·lícula                              | Ash Is Purest White | Nominat   |
| 2019 | International Cinephile Society Awards                        | Millor pel·lícula no realitzada en 2018        | Ash Is Purest White | Guanyador |
| 2019 | International Cinephile Society Awards                        | Premi del Jurat (Cannes Award)                 | Jia Zhangke         | Guanyador |
| 2019 | International Cinephile Society Awards                        | Millor actriu (Cannes Award)                   | Zhao Tao            | Guanyador |
| 2019 | Miami Film Festival                                           | Gran Premi del Jurat a Millor pel·lícula       | Ash Is Purest White | Nominat   |
| 2019 | Movie Heroes Awards China                                     | Millor Dirección de Arte                       | Liu Weixin          | Nominat   |
| 2019 | Festival Internacional de Cinema de Palm Springs              | Premi Ricky Jay Magic of Cinema                | Jia Zhangke         | Nominat   |
| 2019 | Shanghai Film Critics Awards                                  | Top Ten Films                                  | Ash Is Purest White | Guanyador |
| 2019 | Subversive Festival                                           | Millor llargmetratge                           | Ash Is Purest White | Nominat   |
| 2019 | To Ten Chinese Films Festival                                 | pel·lícula Excepcional                         | Ash Is Purest White | Guanyador |
| 2019 | To Ten Chinese Films Festival                                 | Millor Actor en un paper protagonista          | Liao Fan            | Guanyador |
| 2019 | To Ten Chinese Films Festival                                 | Millor actriu en un paper protagonista         | Zhao Tao            | Guanyador |
| 2019 | To Ten Chinese Films Festival                                 | Millor Direcció                                | Jia Zhangke         | Guanyador |
| 2019 | To Ten Chinese Films Festival                                 | Millor actriu de la Dècada                     | Zhao Tao            | Guanyador |
| 2019 | To Ten Chinese Films Festival                                 | Millor Actor de la Dècada                      | Liao Fan            | Guanyador |
| 2019 | To Ten Chinese Films Festival                                 | Millor Director de la Dècada                   | Jia Zhangke         | Guanyador |
| 2019 | To Ten Chinese Films Festival                                 | Millor Cançó Original                          | «Jiang Hu Er Nv»    | Nominat   |
| 2019 | To Ten Chinese Films Festival                                 | Millor Guió                                    | Jia Zhangke         | Nominat   |
| 2019 | Weibo Awards Ceremony                                         | Millor actriu                                  | Zhao Tao            | Nominat   |
| 2019 | Weibo Awards Ceremony                                         | Millor Actor                                   | Liao Fan            | Nominat   |
| 2019 | Women Film Critics Circle Awards                              | Millor actriu                                  | Zhao Tao            | Nominat   |
| 2020 | National Society of Film Critics Awards USA                   | Millor actriu                                  | Zhao Tao            | Nominat   |